# Ressa Herlambang
Ressa Herlambang (nacido en Yakarta, el 18 de abril de 1985) es un cantante de Indonesia, además tuvo una relación amorosa con la actriz Nia Ramadhani. Apodado como el Justin Timberlake de Indonesia, Ressa jamás tuvo un apodo para ser considerado como el mejor intérprete masculino del género R & B y jamás tampoco ingresó al terreno de la música de "Asia Bagus" en 1999.  Aunque en el mundo de la música, con el paso del tiempo se hizo famoso tras darse a conocer como cantante y hasta la fecha ha producido tres álbumes. Además es hermano gemelo de Ricky Herlambang, quien también es cantante.

## Discografía
- Diary of Life (2004)
- Ressa Herlambang (2005)
- The Real Me (2007)
- The Real Me: Repackage (2008)
- Jomblo (single) (2010)

### Singles
- Haruskah
- Maafkanlah
- Cinta Suci
- Masih Adakah Cinta
- Cinta Yang Kucari
- Janji Putih
- Aku Bisa
- Menyesal
- Arti Cintamu
- Luka (feat. Quiarra)
- Jomblo
- Baby, I Love You
- Cinta Tak Pernah Salah

## Telenovelas
- Pernikahan Dini
- Jangan Sepelekan
- FTV Asmara Dara
- FTV Semau Gue